# NGC 1766
NGC 1766 is een open sterrenhoop in het sterrenbeeld Tafelberg. Het hemelobject werd in 1834 ontdekt door de Britse astronoom John Herschel.

## Synoniemen
- ESO 56-SC29